# メラメラNMB48
『メラメラNMB48』（メラメラエヌエムビーフォーティーエイト）は、2023年4月13日から「FANY Online Ticket」で配信されている公開バラエティ番組。
本項では、同日に同配信媒体で開始した姉妹番組『バチバチNMB48』についても記載する。

## 概要
女性アイドルグループ「NMB48」の冠番組。2023年3月16日を以て終了した『夕方NMB48+』のリニューアル番組として開始された。
「メラメラNMB48」と「バチバチNMB48」は同日に開催され、月1回の木曜日に行われる。開催される週は決められておらず、開催される数日～数週間前に番組公式Twitterにて開催日時が発表される。開始時間は「メラメラNMB48」は14時から、「バチバチNMB48」は17時から開催されるが、稀に開催時間が変更され開催順が入れ替わることもある。
大阪「YES THEATER」からの公開生配信で、有料での番組観覧が行われている。配信チケット、及び劇場観覧チケットは「メラメラNMB48」と「バチバチNMB48」とでは別扱いとなっている。開催後は一定期間、見逃し配信が行われている。
劇場観覧では、番組開始前に出演メンバーによる前説トークが行われる。また、番組内でミュージックビデオが流されている間はメンバーのダンスパフォーマンスが行われるなど、配信では視聴することができないパフォーマンスを観覧することができる。

## メラメラNMB48
NMB48のメンバーがトークやお笑い、メンバー自身が考えた企画に挑戦する番組。120分番組として配信されている。「夜方NMB48（2016年9月 - 2020年3月）」でかつて行われていた企画が一部のコーナーで引き継がれている。
「バチバチNMB48」と共通する部分については、後述の節「#共通する番組内容」にて記載する。

### 出演者
- NMB48 - 毎回入れ替わりで6名が出演。うち1名がアシスタントを務める。
- カベポスター - MC

### 主なコーナー
教えて～！永見先生
メンバーに課されたお題を通してカベポスター永見にお笑いセンスを磨いてもらう。
裏でこんな事起きてました！NMB48楽屋ニュース！
NMB48内で起こった衝撃的な楽屋ニュースを各メンバーが発表する。

メンバープレゼンツ
出演メンバーが発案した企画が行われる。
伝言ゲーム！お口の動きで読み取って♡
メンバーがヘッドホンを付け、口の動きだけでお題となる文章を伝言していく。
※上記コーナー以外にも、単発の企画が行われることもある。

## バチバチNMB48
NMB48のメンバーが多種多様なゲーム企画に挑戦する番組。90分番組として配信されている。 
「メラメラNMB48」と共通する部分については、後述の節「#共通する番組内容」にて記載する。

### 出演者
- NMB48 - 毎回入れ替わりで6名が出演。うち1名がアシスタントを務める。
- ダブルヒガシ - MC

### 主なコーナー
チーム対抗5番勝負
メンバーが3名ずつの2チームに分かれ、各種ミニゲームで5番勝負を行う。前半は代表者1名ずつの個人戦、後半は全員参加のチーム戦で行われる。
主な企画
- 顔面ラップ対決
- 学力対決
- 口の中身はなんでしょう？
- NMB48イントロドン！
- ビリビリしないのはどれだ～！
- ノーリアクション演技対決！
- 似顔絵対決！
- 足つぼ縄跳び対決

お客さんが決めました！クイズ！NMB48ランキング！
事前に観客へ行ったアンケートをもとに出演メンバー6名が順位付けされ、それが何のランキングであるかをメンバー全員が推理する。
○○を喜ばせよう!胸キュンシチュエーション
MCとメンバーが1対1で、お題のシチュエーションに沿って演技を行い、メンバーが演技中の一言でMCを胸キュンさせる。
※上記コーナー以外にも、単発の企画が行われることもある。

## 共通する番組内容
「メラメラNMB48」「バチバチNMB48」両番組には内容に共通する部分がある。

### オープニング
番組のオープニングでは、劇場公演で行われているキャッチフレーズを用いた自己紹介を各メンバーが行う。自己紹介後には、個々のメンバーに関する話題やグループの近況についてのトークがMCと交わされる。

### ミッション達成の報酬
与えられたミッションでトップになる等、各コーナーで優秀な結果を残したメンバーには、番組特製のMCの顔写真がプリントされた缶バッジが贈られる。

### MVP
番組の最後に、番組を通して最も活躍したNMB48メンバーがMCによって選出され、同時にニックネームが命名される。命名されたニックネームは次回の出演以降名札にされ、本来の名札と併せて着用されることもある。
MVPの名称は番組によって異なり、メラメラNMB48では「今日の鳳凰」としてカベポスター永見から、バチバチNMB48では「翔生印（しょういじるし）」としてダブルヒガシ大東から授賞される。

## 放送日程
名前の末尾に○があるメンバーはアシスタント。☆があるメンバーはMVP受賞者。

### メラメラNMB48
| 2023年 | 2023年         | 2023年                                                         | 2023年                                                             |
| 回     | 配信日         | 出演メンバー                                                   | 備考                                                               |
| ------ | -------------- | -------------------------------------------------------------- | ------------------------------------------------------------------ |
| 1      | 2023年4月13日  | 川上千尋○、中野美来☆、浅尾桃香、桜田彩叶、福野杏実、坂下真心   | 16:30から開催                                                      |
| 2      | 2023年5月11日  | 本郷柚巴○、水田詩織、眞鍋杏樹、隅野和奏、田中雪乃、松野美桜☆   |                                                                    |
| 3      | 2023年6月22日  | 加藤夕夏☆、前田令子◯、貞野遥香、平山真衣、坂田心咲、龍本弥生   |                                                                    |
| 4      | 2023年7月31日  | 石田優美☆、水田詩織、泉綾乃、出口結菜◯、新澤菜央、和田海佑     | 普段の開催曜日とは異なり、月曜日に開催。                           |
| 5      | 2023年8月31日  | 上西怜、安部若菜◯、原かれん、坂下真心、坂本理紗☆、松本海日菜   |                                                                    |
| 6      | 2023年10月12日 | 浅尾桃香、瓶野神音、黒田楓和、早川夢菜☆、芳野心咲、和田海佑◯   |                                                                    |
| 7      | 2023年11月9日  | 坂田心咲、桜田彩叶◯、田中雪乃☆、福野杏実、松岡さくら、松野美桜 | 出演予定であった龍本弥生が体調不良のため休演。松野美桜が代演した。 |
| 8      | 2023年12月14日 | 前田令子、塩月希依音、出口結菜、新澤菜央、原かれん☆、平山真衣◯ | NMB48劇場で開催。                                                  |

| 2024年 | 2024年         | 2024年                                                           | 2024年 |
| 回     | 配信日         | 出演メンバー                                                     | 備考 |
| ------ | -------------- | ---------------------------------------------------------------- | --- |
| 9      | 2024年1月18日  | 小嶋花梨◯、上西怜、泉綾乃、前田令子☆、和田海佑、西由真           | カベポスターに代わり、ツートライブがMCを務めた。 9期生が初登場。                                                    |
| 10     | 2024年2月29日  | 池帆乃香、坂下真心、桜田彩叶◯、龍本弥生、福野杏実☆、松野美桜     | |
| 11     | 2024年3月28日  | 池田典愛、渋谷紗雪、田中美空◯、西田帆花、芳賀礼、吉見純音☆       | |
| 12     | 2024年4月25日  | 水田詩織◯、隅野和奏、早川夢菜、芳野心咲、和田海佑☆、坂田心咲     | |
| 13     | 2024年5月23日  | 石田優美☆、小嶋花梨、平山真衣、瓶野神音、田中美空◯、西島梨央     | |
| 14     | 2024年6月20日  | 新澤菜央、原かれん、眞鍋杏樹、和田海佑◯☆、芳賀礼、西田帆花       | カベポスターに代わり、ツートライブがMCを務めた。                                                                    |
| 15     | 2024年7月31日  | 泉綾乃、出口結菜◯、佐月愛果、坂田心咲、青原優花☆、西由真         | 普段の開催曜日とは異なり、水曜日に開催。 カベポスター浜田が体調不良のため休演。真輝志、丸亀じゃんご北村が代演した。 |
| 16     | 2024年8月28日  | 池帆乃香、坂本理紗☆、福野杏実◯、松岡さくら、松野美桜、松本海日菜 | 普段の開催曜日とは異なり、水曜日に開催。                                                                            |
| 17     | 2024年9月26日  | 鵜野みずき☆、隅野和奏、眞鍋杏樹、和田海佑◯、板垣心和、吉見純音   | |
| 18     | 2024年10月24日 | 石田優美、川上千尋、小嶋花梨◯、原かれん☆、渋谷紗雪、芳賀礼       | |
| 19     | 2024年11月8日  | 石田優美☆、泉綾乃、平山真衣、田中美空◯、西島梨央、宮本杏海       | 普段の開催曜日とは異なり、金曜日に開催。                                                                            |
| 20     | 2024年12月4日  | 石田優美☆、川上千尋、小嶋花梨、桜田彩叶◯、池田典愛、衣笠彩実     | 普段の開催曜日とは異なり、水曜日に開催。                                                                            |

### バチバチNMB48
| 2023年 | 2023年         | 2023年                                                         | 2023年                                                                               |
| 回     | 配信日         | 出演メンバー                                                   | 備考                                                                                 |
| ------ | -------------- | -------------------------------------------------------------- | ------------------------------------------------------------------------------------ |
| 1      | 2023年4月13日  | 本郷柚巴☆、上西怜、水田詩織、前田令子○、田中雪乃、龍本弥生     | 14:00から開催                                                                        |
| 2      | 2023年5月11日  | 上西怜、出口結菜○、原かれん、佐月愛果、田中美空、芳賀礼☆       |                                                                                      |
| 3      | 2023年6月22日  | 小嶋花梨、安部若菜◯、黒田楓和、和田海佑☆、渋谷紗雪、古川雪乃   | ダブルヒガシに代わり、ラフ次元がMCを務めた。                                         |
| 4      | 2023年7月31日  | 前田令子、平山真衣◯、黒田楓和、浅尾桃香☆、青原和花、宮本杏海   | 普段の開催曜日とは異なり、月曜日に開催。                                             |
| 5      | 2023年8月31日  | 川上千尋☆、出口結菜◯、芳野心咲、池帆乃香、青原優花、西由真     |                                                                                      |
| 6      | 2023年10月12日 | 堀詩音、上西怜、山本望叶☆、桜田彩叶◯、舟橋礼菜、西島梨央       |                                                                                      |
| 7      | 2023年11月9日  | 塩月希依音、出口結菜、佐月愛果☆、平山真衣◯、板垣心和、西田帆花 |                                                                                      |
| 8      | 2023年12月14日 | 渋谷凪咲、小嶋花梨◯、坂下真心☆、坂本理紗、青原優花、二瓶愛美   | NMB48劇場で開催。 ダブルヒガシ大東が体調不良のため休演。シモリュウシモタが代演した。 |

| 2024年 | 2024年         | 2024年                                                           | 2024年                                                                                      |
| 回     | 配信日         | 出演メンバー                                                     | 備考                                                                                        |
| ------ | -------------- | ---------------------------------------------------------------- | ------------------------------------------------------------------------------------------- |
| 9      | 2024年1月18日  | 佐月愛果☆、隅野和奏、平山真衣◯、眞鍋杏樹、衣笠彩実、阪本玲央     |                                                                                             |
| 10     | 2024年2月29日  | 安部若菜、泉綾乃、塩月希依音◯、山本望叶、池田典愛☆、衣笠彩実     |                                                                                             |
| 11     | 2024年3月28日  | 新澤菜央、出口結菜◯、原かれん☆、黒島咲花、坂田心咲、坂本理紗     |                                                                                             |
| 12     | 2024年4月25日  | 坂下真心、桜田彩叶◯、松野美桜☆、板垣心和、西由真、吉見純音       |                                                                                             |
| 13     | 2024年5月23日  | 川上千尋☆、佐月愛果◯、坂田心咲、田中雪乃、松岡さくら、松本海日菜 |                                                                                             |
| 14     | 2024年6月20日  | 安部若菜、山本望叶、坂本理紗◯、龍本弥生☆、池田典愛、舟橋礼菜     |                                                                                             |
| 15     | 2024年7月31日  | 小嶋花梨、平山真衣◯、福野杏実、松岡さくら、二瓶愛美、宮本杏海☆   | 普段の開催曜日とは異なり、水曜日に開催。                                                    |
| 16     | 2024年8月28日  | 青原和花、衣笠彩実、田中美空◯、西島梨央、西田帆花、吉見純音☆     | 普段の開催曜日とは異なり、水曜日に開催。 ダブルヒガシ大東が休演。豪快キャプテンが代演した。 |
| 17     | 2024年9月26日  | 水田詩織☆、新澤菜央、出口結菜、原かれん、芳野心咲、桜田彩叶◯     | ダブルヒガシ大東が体調不良のため休演。豪快キャプテンが代演した。                            |
| 18     | 2024年10月24日 | 山本望叶、瓶野神音、平山真衣◯、眞鍋杏樹☆、和田海佑、池田典愛     |                                                                                             |
| 19     | 2024年11月8日  | 小嶋花梨、上西怜☆、佐月愛果、隅野和奏、和田海佑◯、松本海日菜     | 普段の開催曜日とは異なり、金曜日に開催。                                                    |
| 20     | 2024年12月4日  | 塩月希依音、坂下真心、龍本弥生、福野杏実◯☆、松岡さくら、舟橋礼菜 | 普段の開催曜日とは異なり、水曜日に開催。                                                    |